# Archie Knox
Archibald "Archie" Knox (født 1. maj 1947) er en skotsk fodbold manager og tidligere spiller.
Han har været assistenttræner for en lang række engelske og skotske fodboldklubber, bl.a. Blackburn Rovers og Bolton Wanderers. Mest kendt er han dog for at have været assistenttræner for Alex Ferguson fra 1986 til 1991 i Manchester United F.C..
Han spillede som spiller for fem forskellige klubber, bl.a Dundee United F.C..

## Titler
Som spiller
- Skotsk cupfinalist i 1973-74.

Som assisterende manager
- UEFA Pokalvindernes Turnering: 1982/83
- UEFA Super Cup: 1982/83
- Scottish Cup: 1982, 1983, 1992, 1993, 1996.
- Scottish Premier League: 1991-92, 1992-93, 1993-94, 1994-95, 1995-96, 1996-97
- Scottish League Cup: 1993, 1995, 1997